# Fotbal na Letních olympijských hrách 2016 – turnaj žen
Fotbalový turnaj žen na Letních olympijských hrách 2016 se konal v hostitelském městě Rio de Janeiru a dalších městech Brazílie ve dnech od 3. srpna do 19. srpna 2016. Byl šestým ženským fotbalový turnajem na olympijských hrách. Finále se uskutečnilo na jednom z největších fotbalových stadionů Estádio do Maracanã. Dvojnásobným obhájcem zlatých medailí byl výběr Spojených států amerických, který ve čtvrtfinále podlehl mužstvu Švédska.
Na olympijském turnaji byla poprvé využita technologie jestřábího oka pro kontrolu vstřelených branek. V březnu 2016 bylo dohodnuto, že pokud nastane v utkání vyřazovací fáze prodloužení, rozšíří se počet střídání ze tří na čtyři, stejně jako v soutěži mužů.

## Medailistky
| Zlato   | Německo |
| Stříbro | Švédsko |
| Bronz   | Kanada  |

## Základní skupiny
Všechny časy zápasů jsou uvedeny ve středoevropském letním čase (UTC +2).
| Vysvětlivky                     |
| ------------------------------- |
| Postupujíci do čtvrtfinále      |
| Vítěz zápasu je tučně zvýrazněn |

### Skupina E

#### Tabulka
| Tým                   | Z | V | R | P | VG | IG | +/- | B |
| --------------------- | - | - | - | - | -- | -- | --- | - |
| Brazílie              | 3 | 2 | 1 | 0 | 8  | 1  | +7  | 7 |
| Čína                  | 3 | 1 | 1 | 1 | 2  | 3  | −1  | 4 |
| Švédsko               | 3 | 1 | 1 | 1 | 2  | 5  | −3  | 4 |
| Jihoafrická republika | 3 | 0 | 1 | 2 | 0  | 3  | −3  | 1 |

#### Zápasy
| 3. srpna 2016 18:00 |       |                       |                                                                                           |
| Švédsko             | 1 : 0 | Jihoafrická republika | Estádio Olímpico João Havelange, Rio de Janeiro diváci: 13 439 rozhodčí: Teodora Albonová |
| Fischerová 76'      |       |                       | Estádio Olímpico João Havelange, Rio de Janeiro diváci: 13 439 rozhodčí: Teodora Albonová |

| 3. srpna 2016 21:00                   |       |      |                                                                                           |
| Brazílie                              | 3 : 0 | Čína | Estádio Olímpico João Havelange, Rio de Janeiro diváci: 27 618 rozhodčí: Carol Chenardová |
| Monica 36' Andressa 59' Cristiane 90' |       |      | Estádio Olímpico João Havelange, Rio de Janeiro diváci: 27 618 rozhodčí: Carol Chenardová |

| 7. srpna 2016 00:00   |       |                                    |                                                                                            |
| Jihoafrická republika | 0 : 2 | Čína                               | Estádio Olímpico João Havelange, Rio de Janeiro diváci: 25 000 rozhodčí: Esther Staubliová |
|                       |       | Gu Yashaová 45+1' Tan Ruyinová 87' | Estádio Olímpico João Havelange, Rio de Janeiro diváci: 25 000 rozhodčí: Esther Staubliová |

| 7. srpna 2016 03:00                                  |       |                |                                                                                            |
| Brazílie                                             | 5 : 1 | Švédsko        | Estádio Olímpico João Havelange, Rio de Janeiro diváci: 43 384 rozhodčí: Lucila Venegasová |
| Beatriz 21', 86' Cristiane 24' Marta 44' (pen.), 80' |       | Schelinová 89' | Estádio Olímpico João Havelange, Rio de Janeiro diváci: 43 384 rozhodčí: Lucila Venegasová |

| 9. srpna 2016 02:00   |       |          |                                                                          |
| Jihoafrická republika | 0 : 0 | Brazílie | Arena da Amazônia, Manaus diváci: 38 415 rozhodčí: Stéphanie Frappartová |
|                       |       |          | Arena da Amazônia, Manaus diváci: 38 415 rozhodčí: Stéphanie Frappartová |

| 9. srpna 2016 03:00 |       |         |                                                                                   |
| Čína                | 0 : 0 | Švédsko | Estádio Nacional Mané Garrincha, Brasília diváci: 7 648 rozhodčí: Olga Mirandaová |
|                     |       |         | Estádio Nacional Mané Garrincha, Brasília diváci: 7 648 rozhodčí: Olga Mirandaová |

### Skupina F

#### Tabulka
| Tým       | Z | V | R | P | VG | IG | +/- | B |
| --------- | - | - | - | - | -- | -- | --- | - |
| Kanada    | 3 | 3 | 0 | 0 | 7  | 2  | +5  | 9 |
| Německo   | 3 | 1 | 1 | 1 | 9  | 5  | +4  | 4 |
| Austrálie | 3 | 1 | 1 | 1 | 8  | 5  | +3  | 4 |
| Zimbabwe  | 3 | 0 | 0 | 3 | 3  | 15 | −12 | 0 |

#### Zápasy
| 3. srpna 2016 20:00          |       |           |                                                                             |
| Kanada                       | 2 : 0 | Austrálie | Arena Corinthians, São Paulo diváci: 20 521 rozhodčí: Stéphanie Frappartová |
| Beckieová 1' Sinclairová 80' |       |           | Arena Corinthians, São Paulo diváci: 20 521 rozhodčí: Stéphanie Frappartová |

| 3. srpna 2016 23:00 |       |                                                                                       |                                                                    |
| Zimbabwe            | 1 : 6 | Německo                                                                               | Arena Corinthians, São Paulo diváci: 20 521 rozhodčí: Rita Ganiová |
| Basopoová 50'       |       | Däbritzová 22' Poppová 36' Behringerová 53', 78' Leupolzová 83' Chibandaová 90' (vl.) | Arena Corinthians, São Paulo diváci: 20 521 rozhodčí: Rita Ganiová |

| 6. srpna 2016 20:00                      |       |                 |                                                                       |
| Kanada                                   | 3 : 1 | Zimbabwe        | Arena Corinthians, São Paulo diváci: 30 295 rozhodčí: Olga Mirandaová |
| Beckieová 7', 35' Sinclairová 19' (pen.) |       | Chiranduová 86' | Arena Corinthians, São Paulo diváci: 30 295 rozhodčí: Olga Mirandaová |

| 6. srpna 2016 23:00               |       |                         |                                                                              |
| Německo                           | 2 : 2 | Austrálie               | Arena Corinthians, São Paulo diváci: 37 475 rozhodčí: Anna-Marie Keighleyová |
| Däbritzová 45+2' Bartusiaková 88' |       | Kerrová 6' Foordová 45' | Arena Corinthians, São Paulo diváci: 37 475 rozhodčí: Anna-Marie Keighleyová |

| 9. srpna 2016 21:00     |       |                      |                                                                                  |
| Německo                 | 1 : 2 | Kanada               | Estádio Nacional Mané Garrincha, Brasília diváci: 8 227 rozhodčí: Ri Hyang-Oková |
| Behringerová 13' (pen.) |       | Tancrediová 26', 60' | Estádio Nacional Mané Garrincha, Brasília diváci: 8 227 rozhodčí: Ri Hyang-Oková |

| 9. srpna 2016 21:00                                                               |       |                |                                                                               |
| Austrálie                                                                         | 6 : 1 | Zimbabwe       | Itaipava Arena Fonte Nova, Salvador diváci: 5 115 rozhodčí: Esther Staubliová |
| De Vannaová 2' Polkinghorneová 15' Kennedyová 37' Simonová 50' Heymanová 55', 66' |       | Msipaová 90+1' | Itaipava Arena Fonte Nova, Salvador diváci: 5 115 rozhodčí: Esther Staubliová |

### Skupina G

#### Tabulka
| Tým         | Z | V | R | P | VG | IG | +/- | B |
| ----------- | - | - | - | - | -- | -- | --- | - |
| USA         | 3 | 2 | 1 | 0 | 5  | 2  | +3  | 7 |
| Francie     | 3 | 2 | 0 | 1 | 7  | 1  | +6  | 6 |
| Nový Zéland | 3 | 1 | 0 | 2 | 1  | 5  | −4  | 3 |
| Kolumbie    | 3 | 0 | 1 | 2 | 2  | 7  | −5  | 1 |

#### Zápasy
| 4. srpna 2016 00:00       |       |             |                                                                              |
| USA                       | 2 : 0 | Nový Zéland | Estádio Mineirão, Belo Horizonte diváci: 10 059 rozhodčí: Kateryna Monzulová |
| Lloydová 9' Morganová 46' |       |             | Estádio Mineirão, Belo Horizonte diváci: 10 059 rozhodčí: Kateryna Monzulová |

| 4. srpna 2016 03:00                                          |       |          |                                                                         |
| Francie                                                      | 4 : 0 | Kolumbie | Estádio Mineirão, Belo Horizonte diváci: 6 847 rozhodčí: Ri Hjang-Oková |
| Ariasová 2' (vl.) Le Sommerová 14' Abilyová 42' Majriová 82' |       |          | Estádio Mineirão, Belo Horizonte diváci: 6 847 rozhodčí: Ri Hjang-Oková |

| 6. srpna 2016 22:00 |       |         |                                                                                |
| USA                 | 1 : 0 | Francie | Estádio Mineirão, Belo Horizonte diváci: 11 782 rozhodčí: Claudia Umpierrezová |
| Lloydová 64'        |       |         | Estádio Mineirão, Belo Horizonte diváci: 11 782 rozhodčí: Claudia Umpierrezová |

| 7. srpna 2016 01:00 |       |              |                                                                           |
| Kolumbie            | 0 : 1 | Nový Zéland  | Estádio Mineirão, Belo Horizonte diváci: 8 505 rozhodčí: Gladys Lengweová |
|                     |       | Hearnová 31' | Estádio Mineirão, Belo Horizonte diváci: 8 505 rozhodčí: Gladys Lengweová |

| 10. srpna 2016 00:00 |       |                         |                                                                     |
| Kolumbie             | 2 : 2 | USA                     | Arena da Amazônia, Manaus diváci: 30 557 rozhodčí: Teodora Albonová |
| Usmeová 26', 90'     |       | Dunnová 41' Pughová 59' | Arena da Amazônia, Manaus diváci: 30 557 rozhodčí: Teodora Albonová |

| 10. srpna 2016 00:00 |       |                                                |                                                                               |
| Nový Zéland          | 0 : 3 | Francie                                        | Itaipava Arena Fonte Nova, Salvador diváci: 7 350 rozhodčí: Lucila Venegasová |
|                      |       | Le Sommerová 38' Cadamuroová 63', 90+2' (pen.) | Itaipava Arena Fonte Nova, Salvador diváci: 7 350 rozhodčí: Lucila Venegasová |

### Žebříček týmů na třetích místech
První dva týmy z každé skupiny a dva nejlepší týmy na třetích místech postoupí do čtvrtfinále.
| Poz. | Sk. | Tým         | Z | V | R | P | VG | IG | +/- | B |
| ---- | --- | ----------- | - | - | - | - | -- | -- | --- | - |
| 1.   | F   | Austrálie   | 3 | 1 | 1 | 1 | 8  | 5  | +3  | 4 |
| 2.   | E   | Švédsko     | 3 | 1 | 1 | 1 | 2  | 5  | −3  | 4 |
| 3.   | G   | Nový Zéland | 3 | 1 | 0 | 2 | 1  | 5  | −4  | 3 |

## Vyřazovací fáze
Všechny časy zápasů jsou uvedeny ve středoevropském letním čase (UTC +2).

### Pavouk
|  | Čtvrtfinále                | Čtvrtfinále                |                            |        | Semifinále  | Semifinále  |  |  | Finále                | Finále |
|  |                            |                            |                            |        |             |             |  |  |                       |        |
|  | 13. srpna – Belo Horizonte |                            |                            |        |             |             |  |  |                       |        |
|  |                            |                            |                            |        |             |             |  |  |                       |        |
|  | Brazílie (pen.)            | 0 (7)                      |                            |        |             |             |  |  |                       |        |
|  | Brazílie (pen.)            | 0 (7)                      | 16. srpna – Rio de Janeiro |        |             |             |  |  |                       |        |
|  | Austrálie                  | 0 (6)                      |                            |        |             |             |  |  |                       |        |
|  | Austrálie                  | 0 (6)                      | Brazílie                   | 1 (3)  |             |             |  |  |                       |        |
|  | 12. srpna – Brasília       |                            | Brazílie                   | 1 (3)  |             |             |  |  |                       |        |
|  |                            | Švédsko (pen.)             | 1 (4)                      |        |             |             |  |  |                       |        |
|  | USA                        | Švédsko (pen.)             | 1 (4)                      | 1 (3)  |             |             |  |  |                       |        |
|  | USA                        |                            | 19. srpna – Rio de Janeiro | 1 (3)  |             |             |  |  |                       |        |
|  | Švédsko (pen.)             | 1 (4)                      |                            |        |             |             |  |  |                       |        |
|  | Švédsko (pen.)             | 1 (4)                      | Švédsko                    | 1      |             |             |  |  |                       |        |
|  | 13. srpna – São Paulo      |                            | Švédsko                    | 1      |             |             |  |  |                       |        |
|  |                            | Německo                    | 2                          |        |             |             |  |  |                       |        |
|  | Kanada                     | Německo                    | 2                          | 1      |             |             |  |  |                       |        |
|  | Kanada                     | 16. srpna – Belo Horizonte |                            | 1      |             |             |  |  |                       |        |
|  | Francie                    | 0                          |                            |        |             |             |  |  |                       |        |
|  | Francie                    | 0                          | Kanada                     | 0      | Třetí místo | Třetí místo |  |  |                       |        |
|  | 12. srpna – Salvador       |                            | Kanada                     | 0      | Třetí místo | Třetí místo |  |  |                       |        |
|  |                            | Německo                    | 2                          |        |             |             |  |  |                       |        |
|  | Čína                       | Německo                    | 2                          | 0      | Brazílie    | 1           |  |  |                       |        |
|  | Čína                       |                            |                            | 0      | Brazílie    | 1           |  |  |                       |        |
|  | Německo                    | 1                          |                            | Kanada | 2           |             |  |  |                       |        |
|  | Německo                    | 1                          |                            |        | 2           |             |  |  |                       |        |
|  |                            |                            |                            |        |             |             |  |  | 19. srpna – São Paulo |        |
|  |                            |                            |                            |        |             |             |  |  |                       |        |

### Čtvrtfinále
| 12. srpna 2016 18:00 |                |                     |                                                                                           |
| USA                  | 1 : 1 (prodl.) | Švédsko             | Estádio Nacional Mané Garrincha, Brasília diváci: 13 892 rozhodčí: Anna-Marie Keighleyová |
| Morganová 77'        |                | Blacksteniusová 61' | Estádio Nacional Mané Garrincha, Brasília diváci: 13 892 rozhodčí: Anna-Marie Keighleyová |

|                                               |       | Penaltový rozstřel                                      |  |
| Morganová Horanová Lloydová Brianová Pressová | 3 : 4 | Schelinová Asllaniová Sembrantová Segerová Dahlkvistová |  |

| 12. srpna 2016 21:00 |       |                  |                                                                                |
| Čína                 | 0 : 1 | Německo          | Itaipava Arena Fonte Nova, Salvador diváci: 9 642 rozhodčí: Kateryna Monzulová |
|                      |       | Behringerová 76' | Itaipava Arena Fonte Nova, Salvador diváci: 9 642 rozhodčí: Kateryna Monzulová |

| 13. srpna 2016 00:00 |       |         |                                                                            |
| Kanada               | 1 : 0 | Francie | Arena Corinthians, São Paulo diváci: 38 688 rozhodčí: Claudia Umpierrezová |
| Schmidtová 56'       |       |         | Arena Corinthians, São Paulo diváci: 38 688 rozhodčí: Claudia Umpierrezová |

| 13. srpna 2016 03:00 |                |           |                                                                            |
| Brazílie             | 0 : 0 (prodl.) | Austrálie | Estádio Mineirão, Belo Horizonte diváci: 52 660 rozhodčí: Carol Chenardová |
|                      |                |           | Estádio Mineirão, Belo Horizonte diváci: 52 660 rozhodčí: Carol Chenardová |

|                                                                          |       | Penaltový rozstřel                                                                                  |  |
| Andressa Alvesová Andressa Beatriz Rafaelle Marta Debinha Monica Tamires | 7 : 6 | Kellond-Knightová Allewayová van Egmondová Polkinghorneová Gorryová Heymanová Logarzoová Kennedyová |  |

### Semifinále
| 16. srpna 2016 18:00 |                |         |                                                                                |
| Brazílie             | 0 : 0 (prodl.) | Švédsko | Estádio do Maracanã, Rio de Janeiro diváci: 70 454 rozhodčí: Lucila Venegasová |
|                      |                |         | Estádio do Maracanã, Rio de Janeiro diváci: 70 454 rozhodčí: Lucila Venegasová |

|                                                     |       | Penaltový rozstřel                                     |  |
| Marta Cristiane Andressa Alvesová Rafaelle Andressa | 3 : 4 | Schelinová Asllaniová Segerová Fischerová Dahlkvistová |  |

| 16. srpna 2016 21:00 |       |                                        |                                                                         |
| Kanada               | 0 : 2 | Německo                                | Estádio Mineirão, Belo Horizonte diváci: 5 641 rozhodčí: Ri Hyang-Oková |
|                      |       | Behringerová 21' (pen.) Däbritzová 59' | Estádio Mineirão, Belo Horizonte diváci: 5 641 rozhodčí: Ri Hyang-Oková |

### Zápas o bronzovou medaili
| 19. srpna 2016 18:00 |       |                             |                                                                        |
| Brazílie             | 1 : 2 | Kanada                      | Arena Corinthians, São Paulo diváci: 39 718 rozhodčí: Teodora Albonová |
| Beatriz 79'          |       | Roseová 25' Sinclairová 52' | Arena Corinthians, São Paulo diváci: 39 718 rozhodčí: Teodora Albonová |

### Zápas o zlatou medaili
| 19. srpna 2016 22:30 |       |                                       |                                                                               |
| Švédsko              | 1 : 2 | Německo                               | Estádio do Maracanã, Rio de Janeiro diváci: 52 432 rozhodčí: Carol Chenardová |
| Blacksteniusová 67'  |       | Marozsánová 48' Sembrantová 62' (vl.) | Estádio do Maracanã, Rio de Janeiro diváci: 52 432 rozhodčí: Carol Chenardová |